# فيتز هنري ارين
فيتز هنري ارين (بالإنجليزية: Fitz Henry Warren)‏ هو دبلوماسي وضابط وصحفي وسياسي أمريكي، ولد في 11 يناير 1816 في الولايات المتحدة، وتوفي في 1 يونيو 1878. حزبياً، نشط في الحزب الجمهوري والحزب الديمقراطي. وقد انتخب عضو مجلس ولاية آيوا.